# 曾兰友
曾兰友（？—1943年），又名曾自舫，美国圣公会牧师，武昌圣三一堂首任堂牧。

## 生平
曾兰友为美国圣公会牧师。1910年，圣公会派其在湖北恩施胜利街创设恩施中华圣公会。 同年，圣公会在武昌建立圣三一堂，曾兰友出任首任堂牧。1912年，他又在恩施城北汉阳街开设圣斯蒂芬小学（亦名九福小学），校长为谭质臣。此外，曾兰友还曾担任武昌三一小学校长、武昌文华大学校董。
抗日战争爆发后，曾兰友带领全家迁往重庆。1943年因病去世，葬于歌乐山。

## 家庭
曾兰友与妻子江国祥育有五子三女。曾兰友为其五个儿子分别取名宪五、宪三、宪一、宪九、宪七，其中“五”、“三”分别取自五权宪法与三民主义，“一”寓意“一统中国”，“九”则意为九锡。
- 长子：曾宪五（1898年－1944年），又名曾定夫，内科学家，原武汉同仁医院院长、重庆宽仁医院院长，曾医治过陈独秀等。1944年在救治麻疹患儿时不幸感染脑膜炎去世。其妻罗婉容在曾去世后又嫁给同样丧偶的章以吴（章为周恩来在南开的同窗好友）为妻。她的继子章文晋后曾任中国驻美国大使。
- 长女：曾宪章，协和护士学校首届唯一毕业生，北平国立第一助产学校教务主任。[4]夫笪远纶，内燃机专家，曾任国立武汉大学机械工程学系教授、广西大学工学院院长、重庆大学动力工程系首任系主任。
- 二子：曾宪三（1900年－1949年）[5]，图书馆学家，曾任职于国立北平图书馆、清华图书馆、美国国会图书馆。
- 三子：曾宪一，中华民国空军飞行员，抗战前一次飞行演练中因飞机相撞而遇难。
- 二女：曾宪文（1906年－？）[5]，图书馆学家，曾任职于波士顿图书馆。夫裘开明（1898年－1977年）亦为图书馆学家，是哈佛燕京图书馆首任馆长。
- 三女：曾宪华，原河北北京师范学院（现河北师范大学）教师。夫韩寿萱（1899年－1974年）为博物馆学家，原中国历史博物馆副馆长。
- 四子：曾宪九（1914年－1985年），外科学家，中国现代医学基本外科的重要奠基人，原北京协和医学院外科主任。妻葛秦生（1917年－）为妇科专家，中国妇科内分泌学奠基人。
  - 子：曾泓（1953年－），美国约翰·霍普金斯大学博士，师从诺贝尔奖得主丹尼尔·那森斯。曾任职于宾夕法尼亚大学、美国国立卫生研究院。其妻郭瑞明为中国科学院院士郭慕孙之女。
- 五子：曾宪七（1919年－2000年），旅美画家，任职于波士顿美术馆，并曾任中国文物学会名誉顾问。第一任妻子是女演员金楓（本名鄧昭正）。[6]第二任妻子何剑平为原国民革命军中将军长何宣之女。[7]

曾兰友的连襟桂美鹏亦为圣公会牧师，是湖北江陵沙市圣公会首位牧师会长，桂质廷、桂希恩、桂湘云、王元化等皆为其后辈。1920年王元化（桂美鹏外孙）出生于武昌，由于其全家皆为武昌圣三一堂的教友，其父王芳荃请曾兰友为其取名。曾取《周易》中“元化”二字，加上姓氏共十二画，寓意耶稣十二使徒。